# 타오주

타오주(중국어 간체자: 陶铸, 정체자: 陶鑄, 병음: Táo Zhù, 1908년 1월 16일 - 1969년 11월 30일)는 중화인민공화국의 군인 겸 정치인이다. 중화인민공화국의 건국 이전에는 정치 선전의 분야에서 활동하였고, 건국 이후에는 광둥성을 중심으로 지방의 요직을 역임했다. 중앙에 발탁된 이후, 국무원 부총리, 중국공산당 중앙정치국 상무위원, 당 중앙선전부장 등을 역임했지만, 문화 대혁명으로 실각했다.

## 생애
후난성 치양 현에서 태어났다. 그의 아버지는 신해혁명에 참가했으며, 1918년 군벌 우페이푸의 부하에 의해 살해되었다. 타오주는 1926년 황푸 군관학교에 입학(제5기)했고, 같은 해 중국 공산당에 입당했다. 제1차 국공 합작이 붕괴하면서, 1927년 난창 봉기와 광저우 봉기에 참가했다. 같은 해 말에 고향에 돌아 와서, 중국공산당 치양 현 당위원회를 조직하였고, 군사위원 겸 청년위원을 맡았다. 1929년 푸젠성으로 옮겨서 푸젠 성 당위원회 서기가 된다. 그 후 푸젠 성 당위원회 조직부장, 장저우 시 당 특별위원회 서기, 푸저우시 당위원회 서기 등을 역임했고 민난 공농홍군 유격대를 창설했다.
1933년 5월, 상하이에서 체포되어, 무기 징역형에 처해져 난징 중앙감옥에 수감되었다. 1937년, 제2차 국공 합작이 성립되면서, 저우언라이와 예젠잉을 통해 풀려났다. 출옥 후에, 후베이성 당위원회 상무위원 겸 선전부장, 후베이-허난 정진지대(挺進支隊) 정치위원 대리를 맡았다. 1940년, 옌안으로 옮겨서, 당중앙군사위원회 비서장 겸 정치부 총서기가 된다. 후에 정치선전부장도 겸했다. 1945년, 제7차 당대회에 참석했다.
국공 내전 시기에는 랴오닝성, 랴오린 성, 랴오베이 성 등의 당위원회 서기를 거쳤으며, 동북인민해방군(나중에 제4야전군) 정치부 부주임을 맡았다.
1949년부터는 당 중남국(中南局) 상무위원, 중남군구(中南軍區) 정치부 부주임과 주임을 차례로 역임했으며, 중화인민공화국 건국 이후인 1950년 1월 19일을 기하여 중공 인민군 장교 지상군 대좌 전역하였으며 1950년에는 광시 성 당위원회 행정서기 직무대리가 된다. 1951년 11월에는 광저우로 옮겨서 1952년 1월, 광둥성 인민정부 위원이 되었다. 1953년, 당 화남분국(華南分局) 서기 대리 겸 광둥성 인민정부 주석 대리로 취임했다. 1955년 1월 8일, 광둥성 성장에 임명되었으며, 같은 해 7월 1일에 광둥성 당위원회 제1서기가 된다(1965년까지 재임). 또한 광저우군구 제1정치위원, 군구 당위원회 제1서기를 겸했다. 1956년 9월의 제8차 당대회에서 중앙위원으로 선출되었다. 1960년 12월 1일부터는 당 중앙 중남국 제1서기도 겸했다(1965년까지). 1964년 2월, 타오주가 집필한 〈인민공사는 전진한다〉라는 제목의 논문이 인민일보에 게재되면서, 마오쩌둥의 눈에 띄어, 중앙에 발탁되었다. 1965년 1월 4일, 국무원 부총리로 취임했다. 1966년 6월 4일, 당 중앙서기처 상무 서기 겸 중앙선전부 부장으로 임명된다. 같은 해 8월, 제8기 11중전회에서 당 중앙정치국 상무위원으로 선출되었다. 정치국 상무위원회 내에서 서열이 마오쩌둥과 린뱌오, 저우언라이에 이어 제4위에 올랐다.
1966년 마오쩌둥이 문화 대혁명을 시작했을 때, 타오주는 중앙문화혁명소조의 선전 담당 고문으로 임명되어, 마오쩌둥은 그가 문화 혁명을 추진하는 역할을 해주기를 기대했다. 타오주는 마오쩌둥의 지시에 따라 문화 대혁명을 적극적으로 추진하고자 했지만, 문화 대혁명의 목적이 류사오치와 덩샤오핑의 타도에 있는 것에 대해서는 이해할 수 없었다. 그 후, 타오주는 마오쩌둥의 총애를 잃었다. 한편, 타오주 또한 홍위병에 대해 의문을 느끼고 있었고, 장칭을 좋게 생각하지 않았다. 린뱌오는 타오주가 제4야전군 이후 부하(중국어로 자기 사람)였기 때문에 몇 번이나 타오주에게 “당신은 지금부터 수동적인 입장이 되지 않으면 안된다”라고 경고했다.
1967년 1월 4일, 장칭은 타오주를 ‘부르조아 반동 노선의 새로운 대표’로 판단했고, 중앙문화혁명소조의 수장이었던 천보다는 ‘타오주는 중국 최대의 보황파이다’라고 선언하고서‘타도 타오주’를 호소했다. 1월 10일에 모든 직책에서 해임되어 실각했고, 홍위병들에게 비판대회에 끌려 나와 폭력을 당했다.
1967년 9월, 야오원위안는 인민일보에, ‘타오주의 책 2권을 비평한다’라는 글을 발표하고, 타오주를 ‘흐루쇼프와 같은 야심가’, ‘반도’, ‘체포를 면한 우파’, ‘수정주의자’, ‘반혁명의 배반자’라고 하면서, 타오주가 쓴 《이상·정조·정신 생활》, 《사상·감정·문채》의 2권에 대해, “자산 계급의 반혁명파적 ‘이상’이며, 배반자의 ‘정신 생활’이며, 무산 계급에 대한 원한이 골수에 사무친 감정이 가득 차 있다”라고 선언했다.
실각 후, 안후이성 허페이시로 옮긴 타오주는 1969년 11월 30일에 담암으로 사망했다. 1978년 12월, 제11기 3중 전회에서 타오주의 명예가 회복되었고, 12월 24일 인민대회당에서 펑더화이와 타오주의 추도대회가 거행되었다.
타오주에게는 아내 쩡즈(曾志)와 장녀 타오쓰량(陶斯亮)이 있었다.